# Ткачук, Григорий Иванович
Григорий Иванович Ткачук (1918—1989) — председатель колхоза «Украина» Городокского района Хмельницкой области.
Дважды Герой Социалистического Труда (1958, 1977).

## Биография
Родился 12 апреля 1918 года в селе Подвербцы Тлумачского района Ивано-Франковской области в крестьянской семье.
В годы Великой Отечественной войны был партизаном.
В 1945 году стал председателем колхоза «Украина» в селе Лесоводы Городокского района и бессменно руководил им 43 года, до последних дней своей жизни.
Колхоз имел мощный машинный парк: к ста тракторам добавилось несколько десятков новейших "КамАЗ"ов и "КрАЗ"ов, имевших облегчённое управление и кабины с микроклиматом. Об особом отношении Григория Ивановича к технике говорит и то, что двое из семи Героев Соцтруда, работавших в колхозе: Василий Яковлевич Сирый и Пётр Павлович Тлустый — были бригадирами тракторных бригад.
Член КПСС. Делегат XX, XX—XXVI съездов КПСС, а также ХХ-ХХVІ съездов КП Украины.
Был депутатом Верховного Совета СССР 8 и 9 созывов.
После выхода на пенсию — жил в Хмельницком.
Умер 23 февраля 1989 года, похоронен в городе Хмельницкий, где на его могиле установлен памятник.

### Семья
Сын Григория Ивановича Ткачука — Василий Григорьевич, работает заместителем главы государственной налоговой администрации Украины. Дочь — Мария Григорьевна — заслуженный врач Украины, кандидат медицинских наук.

## Награды
- Дважды Герой Социалистического Труда.
- Кавалер шести орденов Ленина, ордена Трудового Красного Знамени.

## Память
- В Лесоводах, напротив сельского Дома творчества, в 1970-х годах установлен памятник Герою.
- В 2008 году торжественно отмечалось 90-летие со дня рождения Григория Ивановича.[1][4]
- В селе Подвербцы в апреле 2008 года Ткачуку открыта мемориальная доска.[5]